# Matteu Rocca
Matteu Rocca (Vico, 1896 - Niça, 1955) va ser un escriptor, pintor i caricaturista cors. Germà de Petru Rocca, amb qui va fundar la revista A Muvra l'any 1920.
L'any 1922 va fundar el Partit Cors d'Acció. Va estudiar llengües orientals i parlava francès, italià, llatí, cors, castellà i àrab. També va col·laborar a les revistes Corsica, Kyrnos i Il Corriere Padano. El 1934 fundà l'associació dretana La Pensée Corse. Va tradur el Quixot, obres d'Apuleu i va ser autor de nombrosos estudis en revistes franceses, italianes i àrabs. Va ser membre de l'associació La Pensée Corse un grup d'ideologia dretana, l'any 1934.

## Obres
- Don Chisciotte di a Mancia, Traduzione corsa (1925)
- L'Asinu d'oru, d'Apilau, Traduzione corsa (1925)
- I Lucchetti storia di una famiglia corsa nel secolo XX (1925)
- U Vittulu traditu, Cummediola in 2 atti (1925)
- Segreto di Pietr'Antone Lucchetti (1927)
- La gemma di Cleopatra, raconto corso dei tempi di Vincentello d'Istria (1928)
- Ombres sur la côte (1931).[1]